# Psy 4 de la Rime
Psy 4 de la Rime is een Franse rapgroep afkomstig uit Marseille, die was opgericht in 1995 en bestond uit Segnor Alonzo, Don Vincenzo, Soprano en Sya Styles. De grote doorbraak begon in 2002 met de single Le son des bandits van het album Block Party. Hoewel de groep nooit formeel is opgeheven, is ze niet meer actief sinds 2015.

## Historie
De groep werd in 1995 gevormd in de noordelijke wijken van Marseille onder de naam KDB (Kid Dog Black). De groep bestaat uit Segnor Alonzo, Don Vincenzo, Soprano (allen rappers) en de dj Sya Styles. In maart 2002 kwam hun eerste album uit, genaamd Block Party. Het tweede album van de groep kwam in september 2005 uit onder de naam Enfants de la lune. De groep staat onder contract bij het uit Marseille afkomstige platenlabel 361 records.
Sya Styles overleed in 2015 op 37-jarige leeftijd.

## Leden
- Segnor Alonzo (Djae Kassim) van Comoorse afkomst
- Don Vincenzo (Issilame Illiassa) van Comoorse afkomst
- Soprano (M'roumbaba Saïd) van Comoorse afkomst.
- Dj Sya Styles (Aït Baar Rachid) van Marokkaanse afkomst

## Discografie

### Albums
- Block Party (2002)
- Enfants de la Lune (2005)
- Les cités d'or (2008)
- Quatrième Dimension (2013)